# Gerry Spiess
Gerald F. Spiess (* 1940 in Saint Paul, Minnesota; † 18. Juni 2019 im Pine County, Minnesota), meist Gerry Spiess genannt, war ein US-amerikanischer Einhandsegler.
Der Lehrer aus Minnesota überquerte 1979 mit seinem selbstentworfenen und selbstgebauten 3,05 m (10 Fuß) langen Segelboot Yankee Girl in 53 Tagen den Nord-Atlantik von Norfolk (Virginia) nach Falmouth (Cornwall). Das aus Sperrholz gebaute Boot verfügte über keinen Ballast. Spiess erhoffte sich dadurch Unsinkbarkeit, da an Bord kein Raum für eine Rettungsinsel oder ein Schlauchboot für den Notfall war.
1981 überquerte er mit demselben Boot in fünf Monaten den Pazifik von Long Beach (Kalifornien) nach Sydney (Australien), mit Zwischenstationen auf Hawaii, den Fanning Islands, den Fidschis und Neukaledonien.
Vorangegangen waren weitere Reisen in kleinen, selbstgebauten Segelbooten – 1969/70 eine Reise mit dem 5,18 m langen Kajütboot Yankee Doodle von Saint Paul (Minnesota) am Mississippi über Panama nach Ecuador, teilweise in Begleitung seiner Frau. 1974 lief er mit dem kleinen Trimaran Yankee Spirit von Miami zu den Bahamas aus. Geplant war eine zweijährige Weltumsegelung. Das Unternehmen scheiterte nach einem Sturm und Mastbruch schon nach zwei Tagen.

## Bibliographie
- Gerry Spiess, Marlin Bree: ... und mein Boot war so klein. Delius u. a., Bielefeld 1982, ISBN 3-7688-0415-1, (Nur mehr als Gebrauchtbuch erhältlich).
- Marlin Bree: Broken seas. True tales of extraordinary seafaring adventures. Marlor Press, Saint Paul Mn 2005, ISBN 978-1-892147-09-7.